# Paul Nicolás Aguilar
Paul Nicolás Aguilar (6 de març de 1986) és un exfutbolista mexicà.

## Selecció de Mèxic
Va formar part de l'equip mexicà a la Copa del Món de 2010.